# Hadromys yunnanensis
Hadromys yunnanensis is een knaagdier uit het geslacht Hadromys dat voorkomt in het district Ruili in het westen van de Chinese provincie Yunnan, op 970 tot 1300 m hoogte. Deze soort werd oorspronkelijk beschreven als een ondersoort van de andere levende soort van het geslacht, de Indiase Hadromys humei, maar later als een aparte soort gezien wegens de grote verschillen tussen deze twee vormen. Het dier uit Yunnan is een stuk groter (kop-romplengte 123 tot 140 mm, tegen 98 tot 120 mm bij H. humei) en heeft een relatief kortere staart, een witte onderkant, een veel langer diasteem (het gat tussen de voortanden en de kiezen; 8,1 tot 8,5 mm tegen 6,7 tot 7,8 mm), en een relatief korter palatum.